# Плоскоклювые мухоеды
Плоскоклювые мухоеды (лат. Ramphotrigon) — род воробьиных птиц из семейства тиранновых. Распространены в Южной Америке.

## Список видов
В состав рода включают четыре вида:
- Ramphotrigon fuscicauda Chapman, 1925 — Темнохвостый плоскоклювый мухоед
- Ramphotrigon megacephalum (Swainson, 1835) — Бурый плоскоклювый мухоед
- Ramphotrigon ruficauda (Spix, 1825) — Рыжехвостый плоскоклювый мухоед
- Ramphotrigon flammulatum (Lawrence, 1875) — Дельтаринхус